# Strong Enough (Cher)
Strong Enough è il secondo singolo estratto dall'album Believe della cantante statunitense Cher, pubblicato dall'etichetta discografica Warner Bros. il 19 febbraio 1999.
Il brano, pubblicato subito dopo il successo planetario del singolo Believe che ha riportato la cantante al grande successo mondiale, ha avuto un forte successo seppure più moderato rispetto al precedente singolo.

## Tracce
Singolo maxi Canada (9 44644-2)
1. Strong Enough
2. Strong Enough (Club 69 Future Anthem Mix 1)
3. Strong Enough (Pumpin' Dolls Vocal Epic Club)
4. Strong Enough (Male Version)
5. Strong Enough (Club 69 Phunk Mix)
6. Strong Enough (Marc Andrews Remix Edit)
7. Strong Enough (Pumpin' Dolls Cashmere Club Mix)
8. Strong Enough (D-Bop's Melt Mix)
9. Strong Enough (Club 69 Future Anthem Short Mix Edit)
10. Strong Enough (Pumpin' Dolls Radio Edit)

Singolo vinile Canada 2x12" (2 27570)
1. Strong Enough (Club 69 Future Anthem Mix 2)
2. Strong Enough
3. Strong Enough (Club 69 Phunk Mix)
4. Strong Enough (Marc Andrews Remix Edit)
5. Strong Enough (Pumpin' Dolls Vocal Epic Club)
6. Strong Enough (D-Bop's Melt Mix)
7. Strong Enough (Pumpin' Dolls Cashmere Club Mix)
8. Strong Enough (Club 69 Future Anthem Short Mix)

Singolo vinile Stati Uniti 2x12 (PRO-A-9719)
1. Strong Enough (Club 69 Future Anthem Mix 2)
2. Strong Enough
3. Strong Enough (Club 69 Phunk Mix)
4. Strong Enough (Marc Andrews Remix Edit)
5. Strong Enough (Pumpin' Dolls Vocal Epic Club)
6. Strong Enough (D-Bop's Melt Mix)
7. Strong Enough (Pumpin' Dolls Cashmere Club Mix)
8. Strong Enough (Club 69 Future Anthem Short Mix)

Singolo EP Giappone (JPN-WPCR-10224)
1. Strong Enough
2. Strong Enough (Pumpin' Dolls Remix Edit)
3. Strong Enough (Club 69 Future Anthem Mix 2)
4. Strong Enough (Marc Andrews Remix)
5. Believe (Album Version)
6. Believe (Phat'n Dolls Remix Edit)
7. Believe (Almighty Definitive)
8. Believe (Club 69 Phunk Club Mix)

Singolo CD 1 Regno Unito (WEA 201 CD1)
1. Strong Enough
2. Strong Enough (Club 69 Future Anthem Short Mix Edit)
3. Strong Enough (Marc Andrews Remix Edit)

Singolo CD 2 Germania (WEA 201 CD2)
1. Strong Enough
2. Strong Enough (Male Version)
3. Strong Enough (D-Bop's Melt Mix)

## Mix ufficiali
- Album Version (3:44)
- Male Version (3:33)
- D-Bop's Melt Mix (15:52)
- D-Bop's Melt Mix Edit (7:49)
- Marc Andrews Remix (7:31)
- Marc Andrews Remix Extended (7:56)
- Marc Andrews Remix Edit (4:35)
- Club 69 Future Anthem Mix 1 (11:00)
- Club 69 Future Anthem Mix 2 (11:50)
- Club 69 Future Anthem Mix 3 (9:25) (Promo)
- Club 69 Future Anthem Short Mix (8:39)
- Club 69 Phunk Mix (8:32)
- Club 69 Future Anthem Instrumental (11:00)
- Club 69 Future Anthem Dub
- Club 69 Future Edit [Promo] (4:35)
- Club 69 Beats
- Pumpin' Dolls Cashmere Club Mix (8:34)
- Pumpin' Dolls Vocal Epic Club (7:22)
- Pumpin' Dolls Remix Edit (3:48)
- Pumping Dolls 7" Edit
- Sleaze Sisters Remix (8:59)

## Classifiche

### Classifiche settimanali
| Classifica (1999)         | Posizione massima |
| ------------------------- | ----------------- |
| Australia                 | 11                |
| Austrian Singles Chart    | 4                 |
| Belgian Singles Chart     | 2                 |
| Canadian Singles Chart    | 16                |
| Danish Singles Chart      | 1                 |
| Dutch Mega Top 50         | 11                |
| Finnish Singles Chart     | 7                 |
| French Singles Chart      | 3                 |
| German Singles Chart      | 3                 |
| Israeli Singles Chart     | 2                 |
| Irish Singles Chart       | 11                |
| Italian Singles Chart     | 10                |
| New Zealand Singles Chart | 6                 |
| Norwegian Singles Chart   | 16                |
| UK Top 75 Singles Chart   | 5                 |
| Spanish Singles Chart     | 4                 |
| Stati Uniti               | 57                |
| Swedish Singles Chart     | 21                |
| Swiss Singles Chart       | 5                 |
| Yugoslavian Singles Chart | 3                 |

### Classifiche di fine anno
| Classifica (2024) | Posizione |
| ----------------- | --------- |
| Kazakistan        | 30        |